# Ussaramanna
Ussaramanna är en ort och kommun i provinsen Sydsardinien i regionen Sardinien i sydvästra Italien. Kommunen hade 527 invånare (2017).